# Сангіє
Сангіє (фр. Houet) — одна з 45 провінцій Буркіна-Фасо. Знаходиться в регіоні Західно-Центральна область, столиця провінції — Рео. Площа Сангіє — 5 178 км².
Населення станом на 2006 рік — 297 230 осіб.

## Адміністративний поділ
Сангіє підрозділяється на 10 департаментів.